# Wiatr halny

Schemat powstawania wiatru halnego

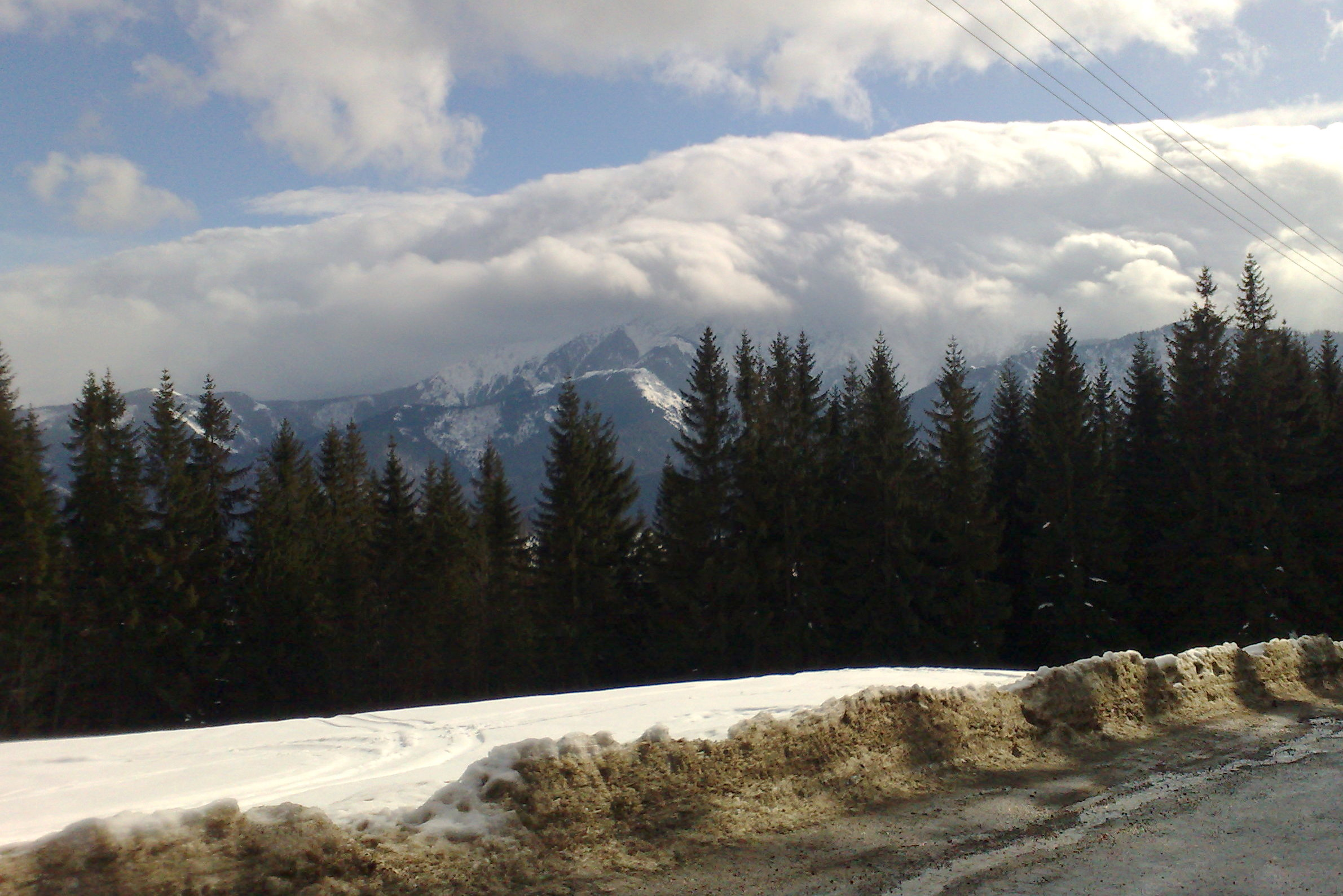
Wał chmur utworzony przez wiatr halny nad Tatrami

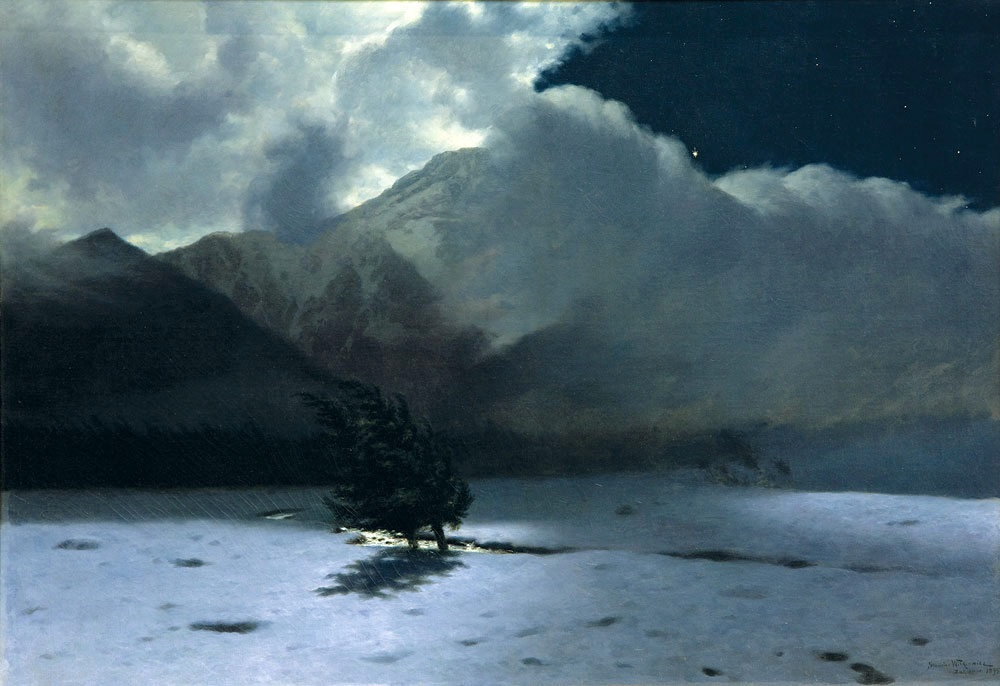
Wiatr halny – obraz Stanisława Witkiewicza

Halny (w języku słow. i węg. – Halný) – lokalna nazwa wiatru fenowego, wiejącego w Karpatach Zachodnich; w południowej Polsce, na Słowacji oraz w północnych Węgrzech. Najgwałtowniejsze wiatry tego typu wieją na Podhalu oraz w Kotlinie Liptowskiej, gdzie opadają ze szczytów Tatr. Jest to ciepły, suchy i porywisty wiatr, wiejący ku dolinom. Niekiedy przynosi znaczne zniszczenia: zrywa dachy, niszczy lasy (tworząc wiatrołomy). Ma również wpływ na samopoczucie (bezsenność, bóle głowy itp.). Występuje głównie jesienią oraz na przedwiośniu. Wiatr halny dociera m.in. do Budapesztu, Krakowa oraz miast aglomeracji górnośląskiej.

## Uwarunkowania
Wiatr halny powstaje na skutek różnic ciśnienia pomiędzy jedną a drugą stroną grzbietu górskiego, kiedy po stronie południowej występuje układ wysokiego ciśnienia, a po stronie północnej układ niskiego ciśnienia.
Różnica ciśnień musi być na tyle duża, aby powietrze zalegające po stronie południowej mogło wznosić się i przekroczyć grzbiet górski, stanowiący barierę orograficzną. Poza tym, wysokość grzbietu górskiego lub wilgotność powietrza również musi być odpowiednio duża, aby mogło dojść do skroplenia pary wodnej. Wiatr halny najczęściej występuje w październiku i listopadzie, nieco rzadziej w lutym i marcu.

## Przebieg
Po nawietrznej stronie grzbietu górskiego powietrze unosi się wzdłuż stoku ochładzając się zgodnie z gradientem wilgotnoadiabatycznym (0,6 °C/100 m) oraz pozbywając się pary wodnej. Następuje kondensacja pary wodnej, rozbudowują się chmury, z których powstaje opad atmosferyczny, często bardzo obfity. Nad górami tworzy się charakterystyczny, biały wał chmur (tzw. wał fenowy).
Po stronie zawietrznej powietrze opada ocieplając się zgodnie z gradientem suchoadiabatycznym (1 °C/100 m), następuje spadek wilgotności względnej. Dzięki temu w kierunku dolin wieje ciepły, suchy i silny wiatr halny, który w porywach osiąga 60 m/s. Największą prędkość (86 m/s, czyli ok. 300 km/h) zanotowano w maju 1968 roku.
Halny najczęściej wieje od kilku godzin do 2 lub 3 dni, ale na przykład w 1951 roku wiał bez przerwy przez 11 dni.

## Skutki
Wiatr halny ma duże znaczenie klimatyczne: powoduje podwyższenie temperatury powietrza, powstawanie posuch, a zimą szybki zanik pokrywy śnieżnej tak, że nawet przy dużych zasobach śnieżnych obywa się bez powodzi. Innym razem wywołuje powódź, jeśli przy gwałtownym tajaniu śnieg wolno paruje. Jesienią przyspiesza dojrzewanie nasion i zbóż. Prowadzi do strat w drzewostanie.
W marcu 1974 roku dzięki halnemu w Nowym Sączu zanotowano rekordowe +25,6 °C. W listopadzie 1968 roku w Krakowie i w 2008 roku w Bielsku-Białej podczas silnego halnego temperatura wzrosła do rekordowych +23 °C. W wigilię Bożego Narodzenia 1989 roku halny panujący na Podhalu podniósł temperaturę w Tarnowie do +20 °C. Na Podbeskidziu tego dnia porywy halnego osiągnęły rekordowe 175 km/h.
Halny gwałtownie obniża wilgotność powietrza. 30 października 2005 roku na Kasprowym Wierchu zanotowano wilgotność względną równą 3% (identyczny wskaźnik jak dla Sahary). Podobny wpływ halnego notowano w marcu 1972 roku w Bielsku-Białej, kiedy wilgotność spadła do 4%.

## Odniesienie w kulturze

### Literatura
Jozef Karika, Smršť, 2020
Remigiusz Mróz, Halny, 2020

### Malarstwo
Stanisław Witkiewicz, Wiatr halny, 1895

### Muzyka
Zakopower, Idzie halny, 2015
Furia, Halny, 2010

### Film
- Halny, 2011
- Wiatr. Thriller dokumentalny, 2019, reż. Michał Bielawski[2]